# Butenafina
La butenafina, es vendida bajo las marcas Mentax entre otras, es un antimicótico utilizado para tratar la tiña y la pitiriasis versicolor. Este medicamento se aplica sobre la piel.
Los efectos secundarios de este medicamento incluyen picazón y escozor; otros efectos secundarios pueden incluir reacciones alérgicas. No existe evidencia de daño durante el embarazo; sin embargo, el uso de este medicamento no ha sido bien estudiado. Es una bencilamina, similar a las alilaminas, como la terbinafina. Se cree que funciona afectando la membrana celular.
Este medicamento fue aprobado para uso médico en los Estados Unidos en 1996. Está disponible sin receta. En Estados Unidos, un tubo de 30 gramos costaba unos 20 dólares estadounidenses en 2022.